# Mademoiselle Lecomte
Françoise Cordon, épouse Guyot dit Lecomte, dite aussi Mademoiselle Bellonde, est une actrice française née en 1656 et morte le 23 août 1716.

## Biographie
Elle débute dans la Troupe du Roy en 1679. 
Elle est sociétaire de la Comédie-Française en 1680. 
Elle prend sa retraite en 1695.
Elle épouse Jean Guyot, dit Lecomte (ou Le Comte).